# Гуцульщина (турбаза)
Гуцу́льщина — туристична база в місті Яремче (Івано-Франківська область). Розташована на південь від центру міста, на лівому березі річки Прут, неподалік від водоспаду Пробій. Архітектурна пам'ятка міста.
Комплекс турбази побудований 1963 року в народному карпатському (гуцульському) стилі. Авторами проекту були: В. Лукомський, І. Боднарук, І. Гринів. У 1968 р. проект турбази було нагороджено золотою медаллю міжнародної виставки в Празі.
За часів незалежності України туристична база занепала: деякі корпуси були розібрані (знесені), інші стоять пусткою і поступово руйнуються.

## Цікаві факти
- На тлі корпусів турбази 1971 року було знято чимало фрагментів українського музичного фільму «Червона Рута».

## Фотографії (2012 рік)